# Rio Hondo (Pecos River)
Der Rio Hondo ist ein 137 km langer rechter Nebenfluss des Pecos River im US-Bundesstaat New Mexico. „Río Hondo“ kommt aus dem Spanischen und bedeutet „tiefer Fluss“.

## Verlauf
Der Rio Hondo durchfließt eine steppenähnliche Landschaft im Südosten von New Mexico. Der Fluss entsteht bei der Siedlung Hondo am Zusammenfluss von Rio Bonito (links) und Rio Ruidoso (rechts) auf einer Höhe von 1579 m. Die Quellflüsse entspringen in den Sacramento Mountains. Der Rio Hondo fließt in überwiegend östlicher Richtung. Bei Flusskilometer 47 befindet sich der Norddamm (⊙) der Hochwasserschutzanlage „Two Rivers Dam“ am Flusslauf. 3 km weiter südlich befindet sich der Süddamm am Flusslauf des Rocky Arroyo. Beide Fließgewässer führen die meiste Zeit im Jahr nur geringe Wassermengen, so dass das Staubecken der beiden Dämme üblicherweise trocken liegt. Es passieren jedoch immer wieder Hochwasserereignisse und Sturzfluten im Einzugsgebiet des Rio Hondo. Zum Hochwasserschutz der flussabwärts gelegenen, teils stark besiedelten und landwirtschaftlich genutzten Gebiete wurden die beiden Dämme 1963 errichtet. Der Rio Hondo erreicht bei Flusskilometer 24 den Ballungsraum Roswell, den er im Anschluss durchfließt. 15 Kilometer unterhalb von Roswell mündet der Rio Hondo schließlich auf einer Höhe von 1052 m in den nach Süden strömenden Pecos River. Am Unterlauf befinden sich zahlreiche künstlich bewässerte Agrarflächen. 

## Hydrologie
Der Oberlauf des Rio Hondo führt gewöhnlich das ganze Jahr über Wasser. Ableitungen entlang dem Flusslauf zur Bewässerung der nahen landwirtschaftlich genutzten Flächen führen dazu, dass der Unterlauf ab Roswell die meiste Zeit trocken fällt und nur ausnahmsweise nach starken Niederschlägen oder während der Schneeschmelze in den Bergen im Frühjahr Wasser führt.